# Kelderpissebed
De kelderpissebed of gewone glanspissebed (Oniscus asellus) is een in Nederland en België zeer algemene soort landpissebed uit de klasse Malacostraca (hogere kreeften).
De naam "kelderpissebed" wordt in het Nederlands op verwarrende wijze ook wel in verbinding gebracht met andere soorten pissebedden, zoals met name de ruwe pissebed (Porcellio scaber) - meer hierover is te vinden in het artikel muurpissebed. Dit artikel gaat uitsluitend over Oniscus asellus.

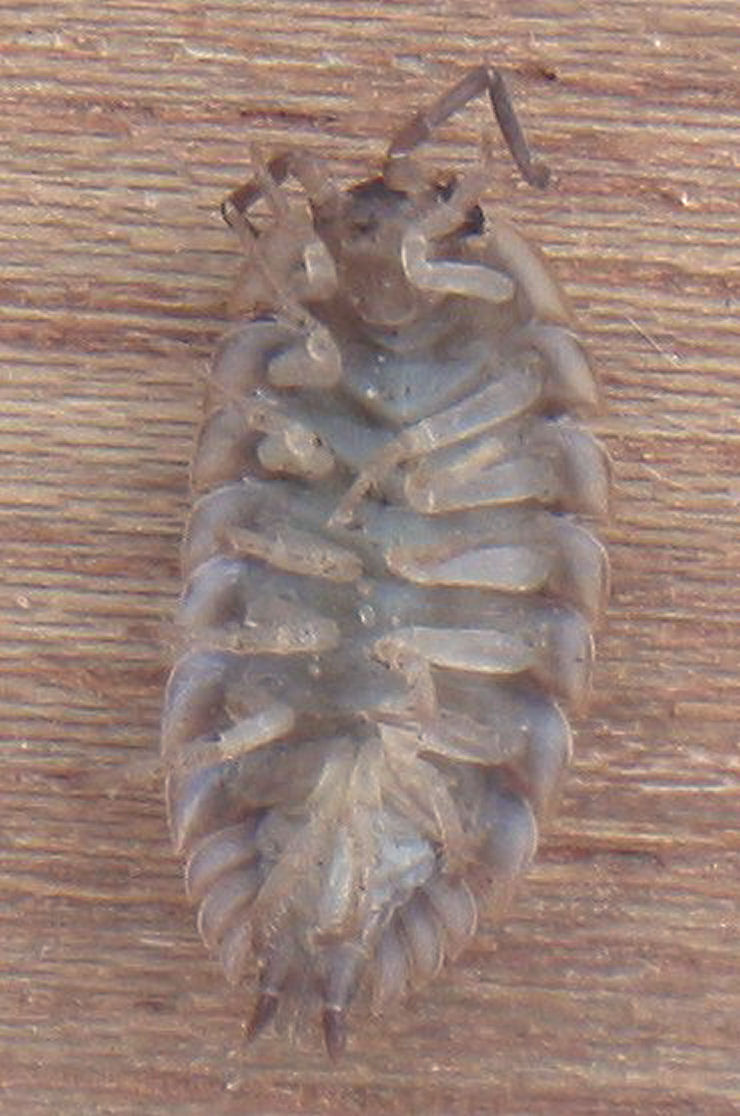
Buikzijde

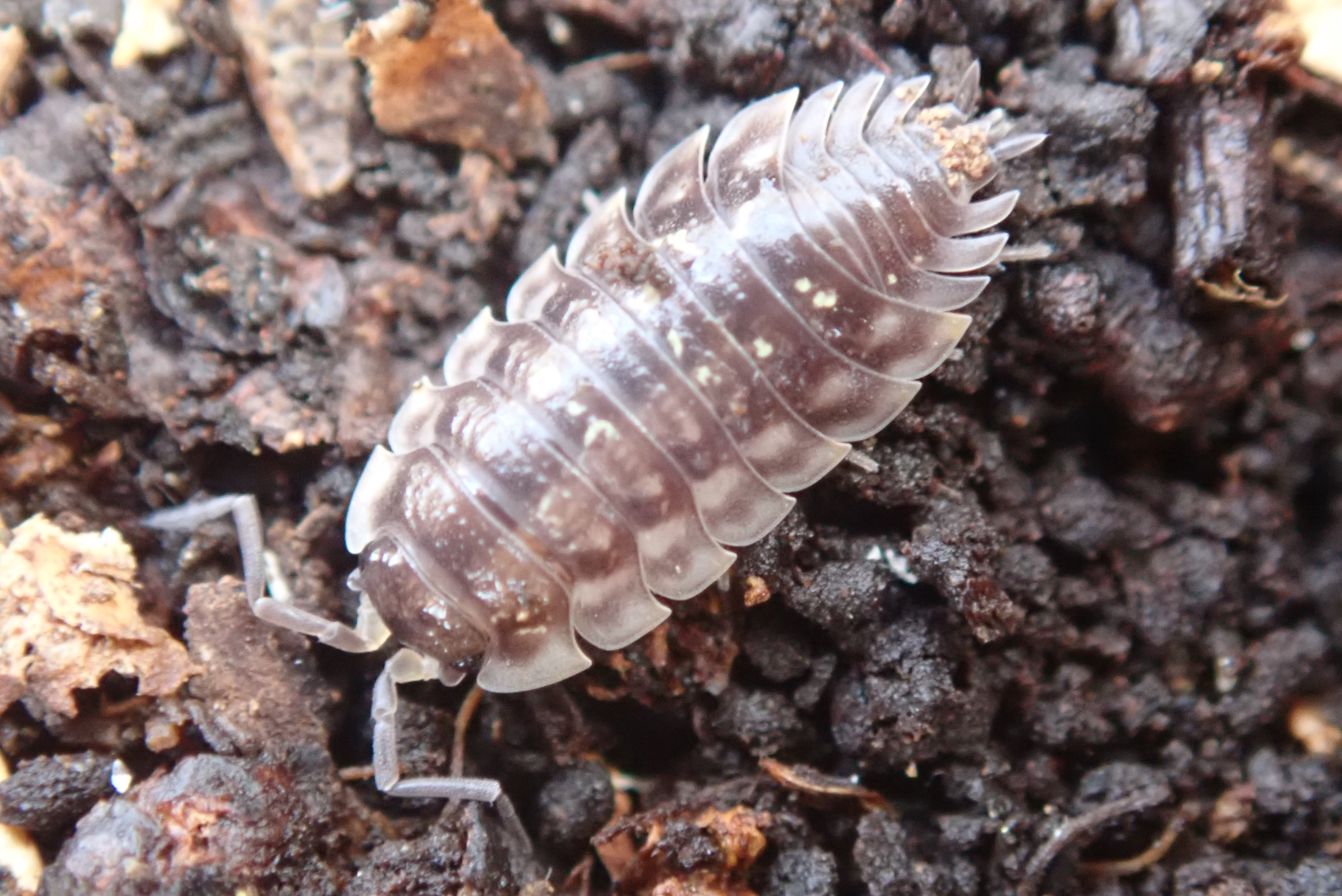
Rugzijde

## Kenmerken
Hij kan een lengte bereiken van maximaal 16 mm. Dit dier heeft een glanzend, grijs gemarmerd lichaam met 2 rijen lichte vlekjes. Het flagellum heeft drie segmenten

## Verspreiding
Komt voor in Noord-Europa met uitzondering van IJsland. Komt het meest voor in tuinen en op afvalplaatsen, vooral in composthopen en rottend hout.